# Estação Panteones
A Estação Panteones é uma das estações do Metrô da Cidade do México, situada na Cidade do México, entre a Estação Cuatro Caminos e a Estação Tacuba. Administrada pelo Sistema de Transporte Colectivo, faz parte da Linha 2.
Foi inaugurada em 22 de agosto de 1984. Localiza-se no cruzamento da Estrada San Bartolo Naucalpan com a Rua Lago Fontana. Atende o bairro Argentina, situado na demarcação territorial de Miguel Hidalgo. A estação registrou um movimento de 5.759.783 passageiros em 2016.